# Bankekinds landskommun
Bankekinds landskommun var en tidigare kommun i Östergötlands län.

## Administrativ historik
När 1862 års kommunalförordningar trädde i kraft inrättades i Sverige cirka 2 500 kommuner. Huvuddelen av dessa var landskommuner (baserade på den äldre sockenindelningen), vartill kom 89 städer och åtta köpingar. Då inrättades i Svinstads socken i Bankekinds härad i Östergötland Svinstads landskommun. 1 januari 1904 (enligt beslut den 22 maj 1903) ändrades namnet från Svinstad till Bankekind.
Vid kommunreformen 1952 uppgick denna i Askeby landskommun som 1961 uppgick i Åkerbo landskommun.
År 1971 upplöstes Åkerbo landskommun och detta område fördes så till Linköpings kommun.